# Burgemeestershuis

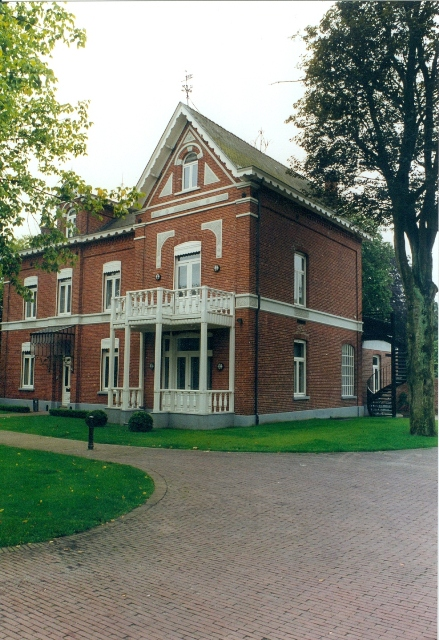
Burgemeestershuis in Lommel

Het Burgemeestershuis (ook villa Van Ham of villa Vanduffel) is een villa in eclectische stijl in het centrum van Lommel (Stationsstraat 2).

## Geschiedenis
Het Burgemeestershuis werd in 1898 gebouwd tegenover de Sint-Pietersbandenkerk in opdracht van François Van Ham. Van Ham werd van 1904 tot 1921 burgemeester van Lommel; vandaar de naam Burgemeestershuis of villa Van Ham.
Vanaf juli 1946 werd de villa bewoond door notaris Jan Vanduffel en zijn vrouw Maria Kerkhofs; daarom sprak men van de villa Vanduffel. Op 9 mei 1957 kochten zij het huis met het bijhorende park.
In 1995, na het overlijden van weduwe Vanduffel-Kerkhofs, werd de villa met het park aangekocht door de stad. In 1998 werden grote renovatiewerken gestart aan de villa, de bijhorende gebouwen en het park. Dit gebeurde onder toezicht van de Dienst voor Monumenten en Landschappen en met Europese subsidies.
Het Burgemeestershuis is geen beschermd monument, maar werd in 2005 door het agentschap Onroerend Erfgoed wel opgenomen op haar Inventaris.

## Beschrijving

### De villa
Het Burgemeestershuis omvat de villa, een koetshuis (ook paardenstallen genoemd), een kiosk en een park. De villa werd herhaaldelijk verbouwd. Oorspronkelijk was het een vierkant geheel, bestaande uit vier ruimten met een centrale gang en trap. Een achterbouw, een eetkamer met houten voorbouw, een balkon, een erker, de paardenstallen en kiosk dateren van latere datum.
De inkomhal is neogotisch. Er zijn drie achter elkaar liggende ruimten. De middelste is een pronkkamer in Lodewijk XVI-stijl. De zitmeubelen in de drie ruimten zijn eveneens in Lodewijk XVI-stijl. De achterste ruimte heeft een zoldering in art-nouveau-stijl.
In de gang werden onder behangpapier restanten van een vroegere muurschildering met bloemen teruggevonden. Deze werden gekopieerd, zodat er terug een hele muurschildering ontstond.
In verschillende ruimten, zoals de eetkamer, werden ook hedendaagse elementen aangebracht: meubilair, verlichting en tapijten.

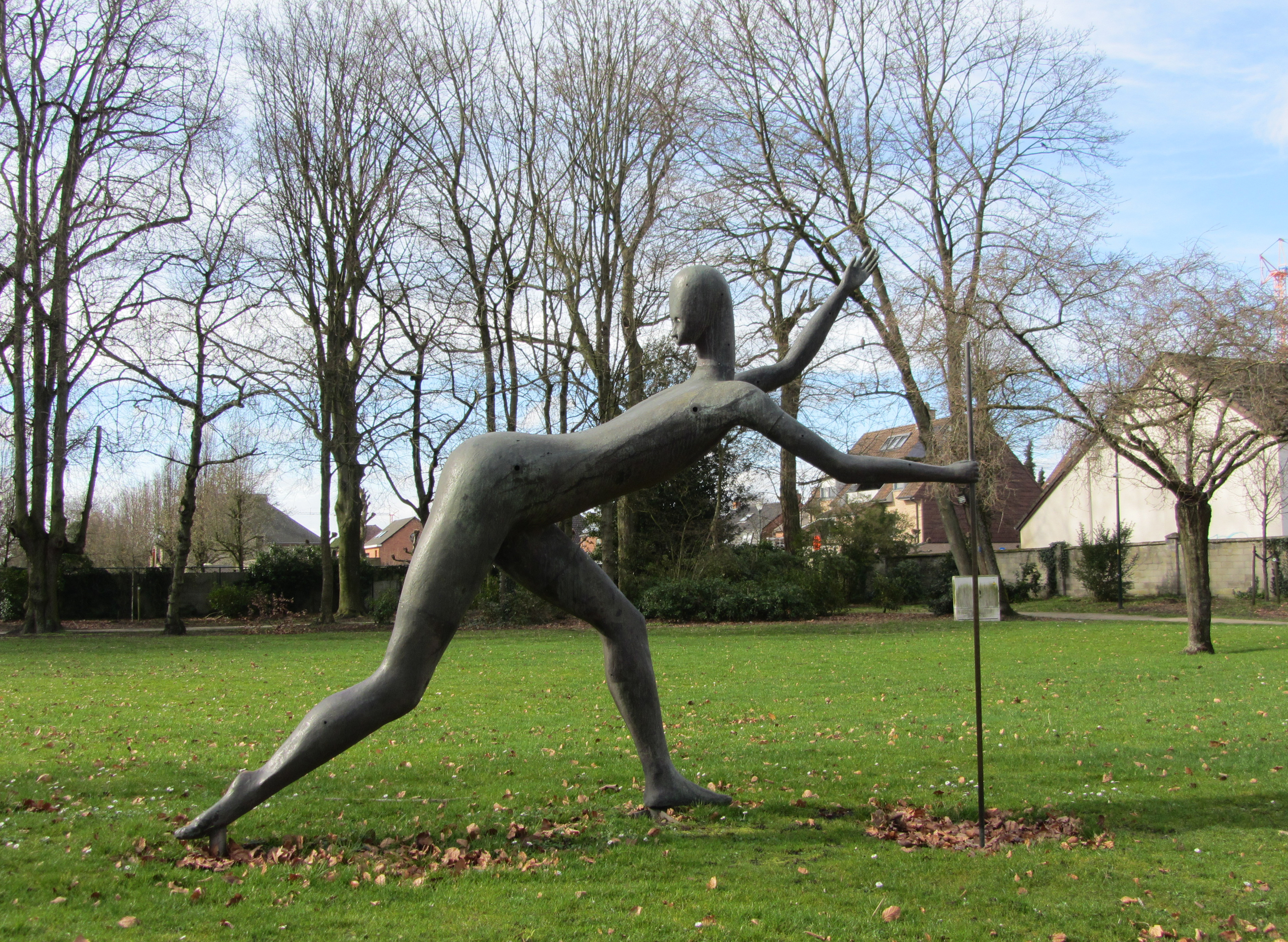
De Buitenmens van Henk Visch

### Het park
Het park is 1 ha, 14 a en 48 ca groot. Het werd eind jaren 90 volledig heraangelegd. Er werden onder meer wandelpaden in dolomietgrind aangelegd en de toegangspoort en het hekwerk werden gerestaureerd. In het park werden twee kunstwerken geplaatst: “De buitenmens”, een beeld van Henk Visch, en “De overwinnaar en de overwonnene”, een 4 meter hoog smeedijzeren werk van Pellens & Custers.
Het park is vrij te bezichtigen door iedereen.

## Functie
Het Burgemeestershuis werd tot 2013 gebruikt voor recepties, feesten en vergaderingen en kon door iedereen gehuurd worden. De villa kon ook bezocht worden door groepen vanaf 10 personen. De kiosk wordt soms gebruikt voor kleine voorstellingen. In het koetshuis werd daarvoor een kleedruimte gemaakt. Omdat er te weinig reservaties waren en omdat de stad Lommel moest besparen, werd eind 2013 beslist om het Burgemeestershuis vanaf 2014 te huur aan te bieden aan een restaurantuitbater.